# Velociovité
Velociovité (Velloziaceae) je čeleď jednoděložných rostlin z řádu pandánotvaré (Pandanales). Jsou to byliny i dřeviny se střídavými jednoduchými listy a nápadnými květy. Čeleď zahrnuje asi 250 druhů v 6 rodech. Je rozšířena v Jižní Americe, Africe, Madagaskaru, Arábii a v Číně. Ekonomický význam není velký, různé druhy však mají poměrně pestré lokální využití.

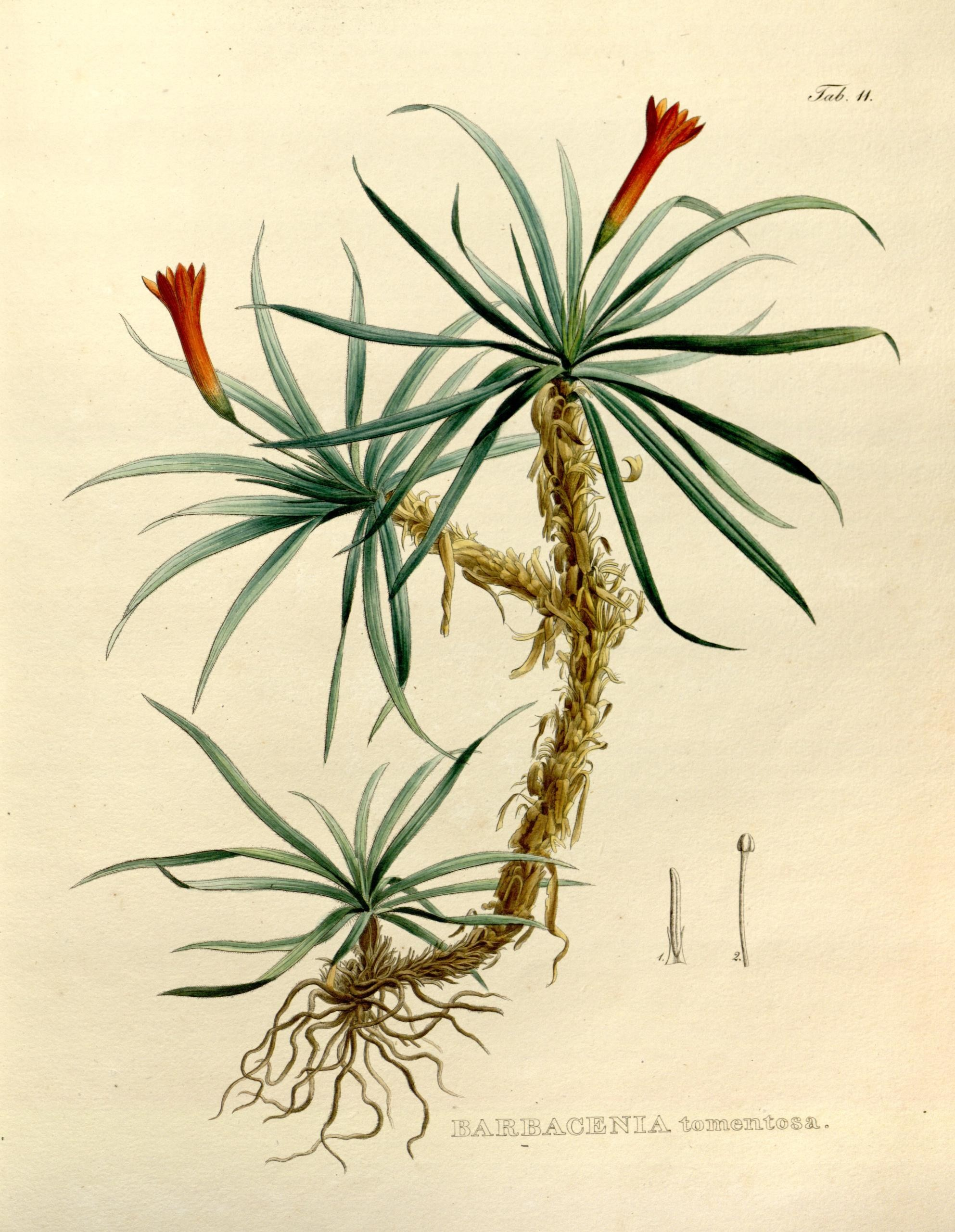
Kresba Barbacenia tomentosa z první poloviny 19. století

## Popis
Zástupci čeledi velociovité jsou vytrvalé byliny, keře nebo stromky připomínající často vzhledově dračinec. Mohou dorůstat výšky od několika centimetrů (Vellozia minima, V. abietina) až po více než 6 metrů (Vellozia gigantea). Stonek je jednoduchý nebo řídce větvený, pokrytý zaschlými pochvami listů. Z nadzemních uzlin kmene často vyrůstají četné adventivní kořeny. Listy jsou jednoduché, úzké a dlouhé, často ostře zakončené, střídavé, přisedlé, nahloučené na koncích kmenů a větví. Mohou být dlouhé od několika centimetrů po téměř 1 metr. Čepel je nedělená, na okraji často osténkatě zubatá, řidčeji celokrajná, se souběžnou žilnatinou.
Jsou to většinou jednodomé rostliny s oboupohlavnými květy, výjimečně dvoudomé (Barbaceniopsis). Květy jsou často velké a nápadné, nejčastěji purpurové, bílé nebo žluté, mohou však být i červené, oranžové či zelené. Jsou jednotlivé nebo uspořádané v chudokvětých, zdánlivě vrcholových květenstvích. Okvětí je nerozlišené na kalich a korunu, petaloidní, složené ze 6 lístků. Lístky okvětí jsou volné nebo na bázi srostlé v krátkou až dlouhou trubku. Často je přítomna pakorunka. Tyčinek je většinou 6, u rodu Vellozia až 76. Nitky jsou volné nebo chybějí a prašníky jsou pak přisedlé k okvětí nebo k hypanthiu. Semeník je spodní, synkarpní, srostlý ze 3 plodolistů. Obsahuje 3 komůrky s mnoha vajíčky. Plodem je tobolka pukající pouzdrosečně nebo vrcholovými, bazálními či podélnými štěrbinami. Plody obsahují mnoho semen.

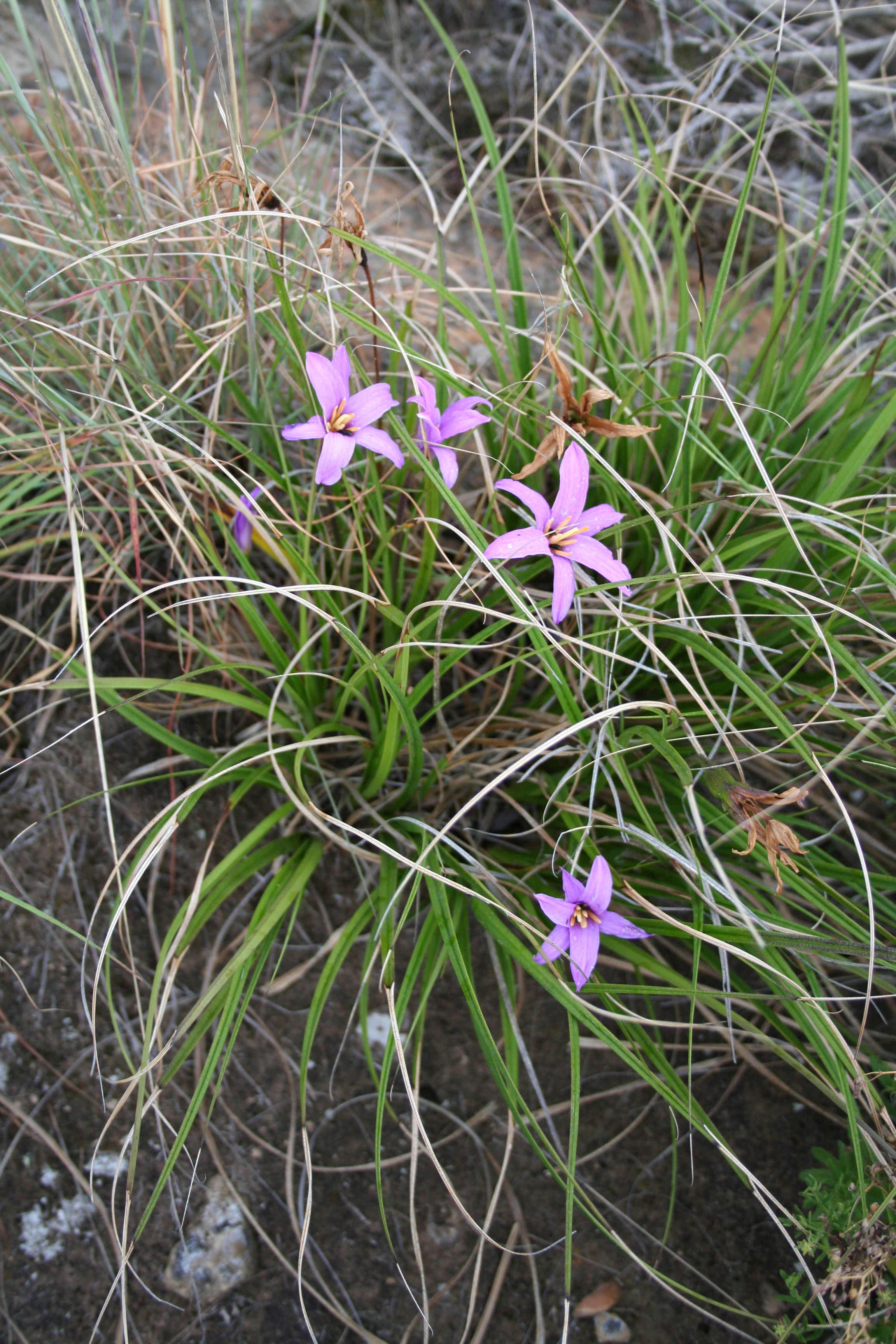
Xerophyta viscosa
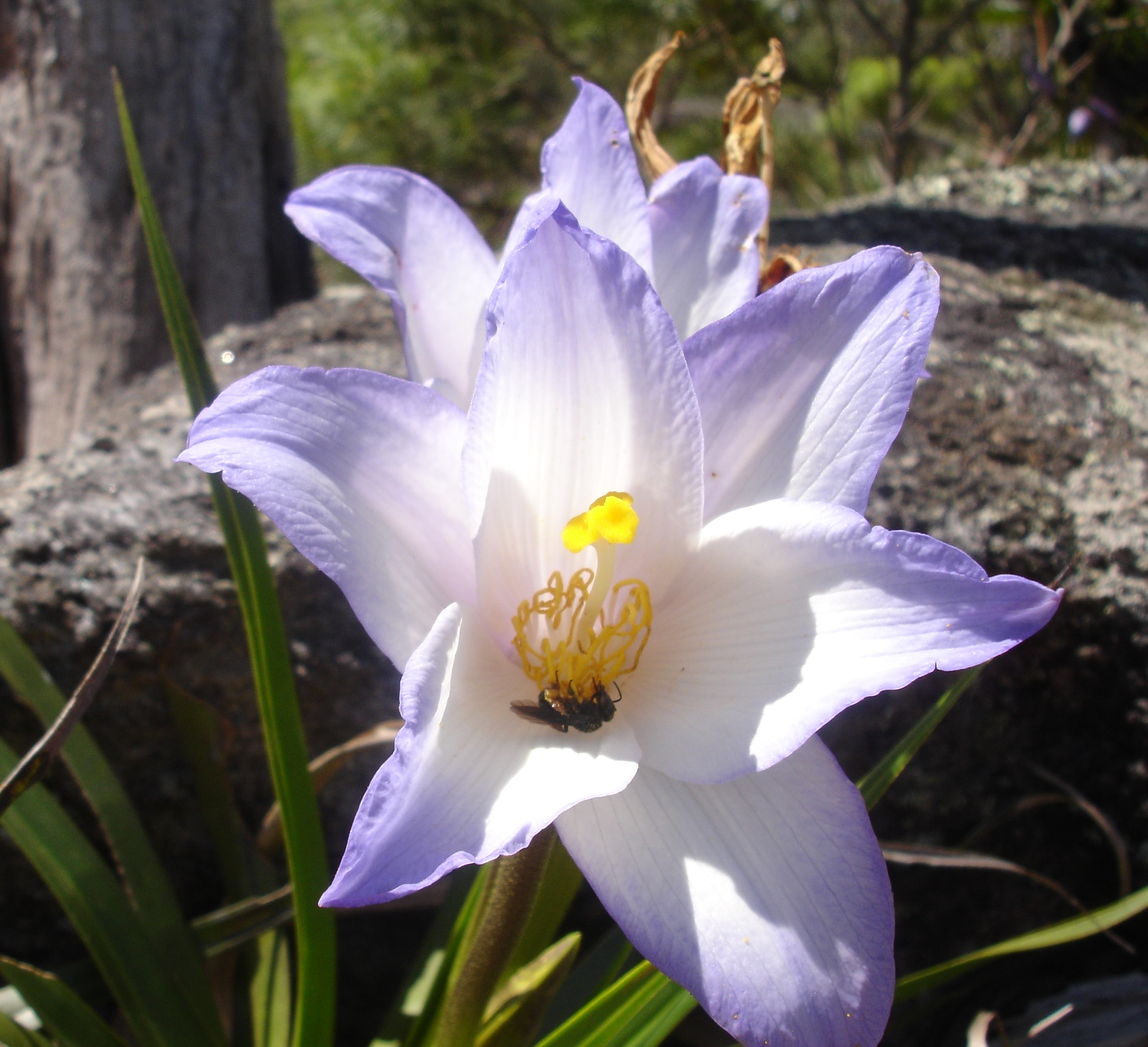
Květ velocie Vellozia sp.
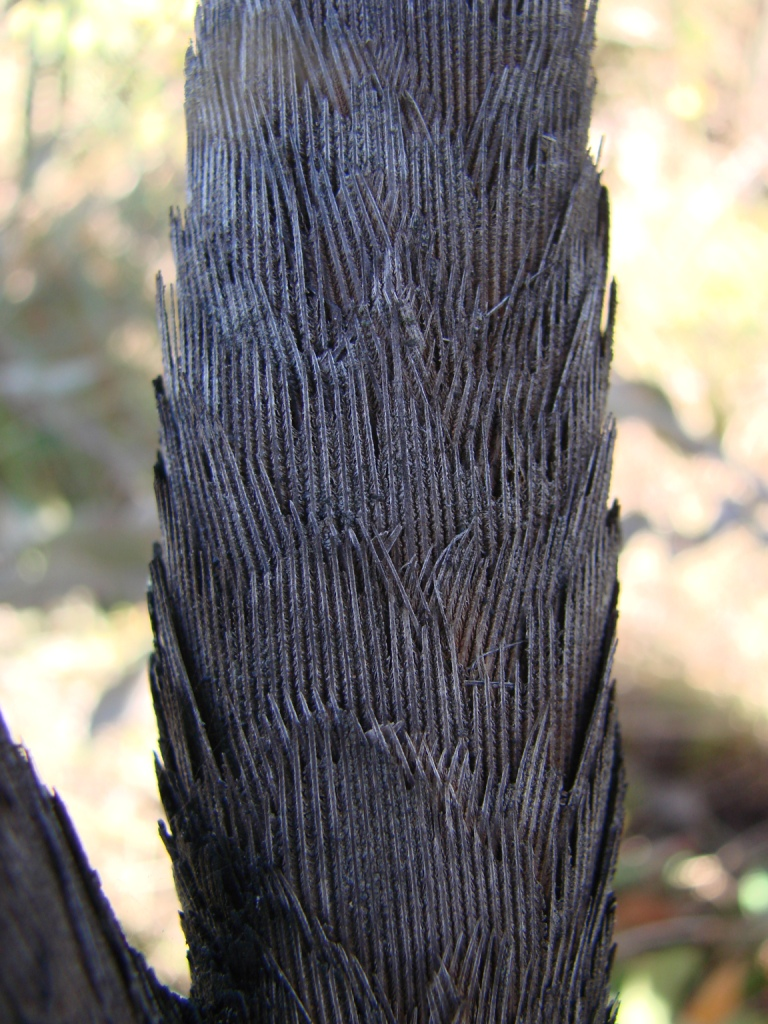
Detail kmene Vellozia flavicans
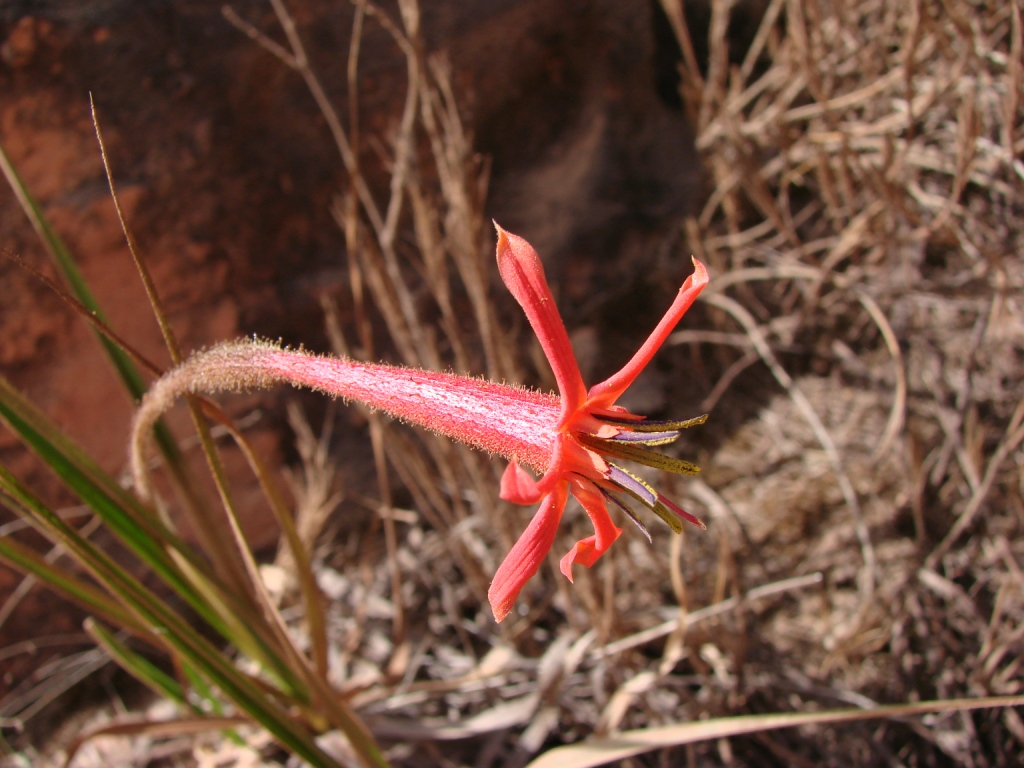
Květ Barbacenia umbrosa
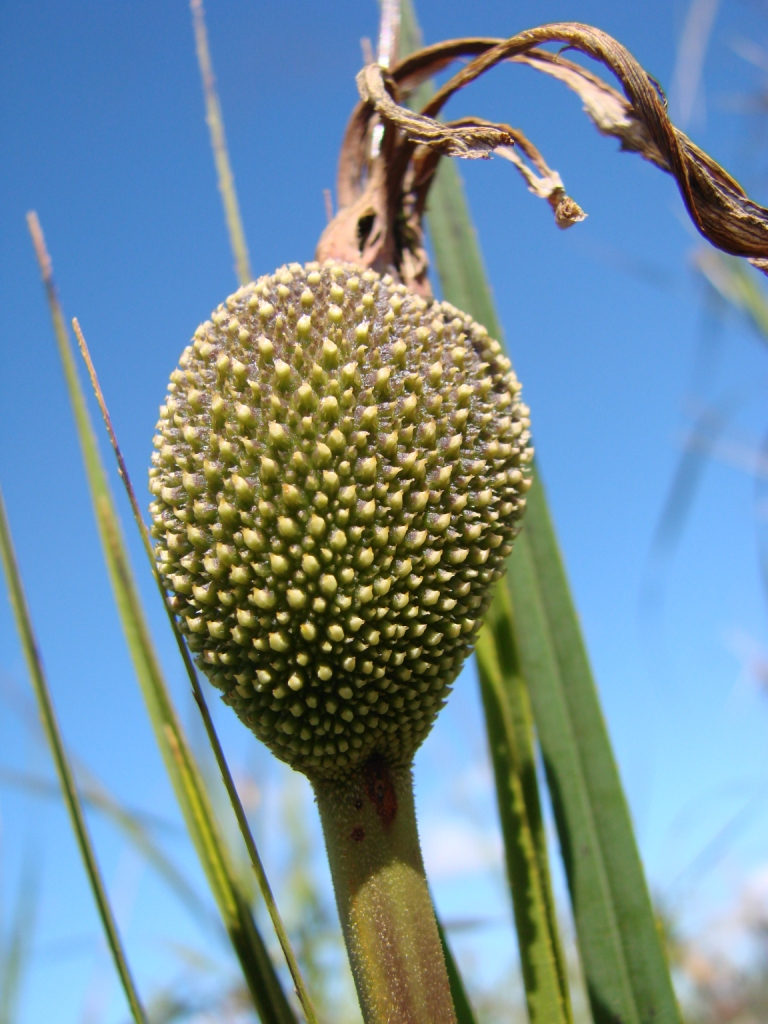
Plod Vellozia flavicans
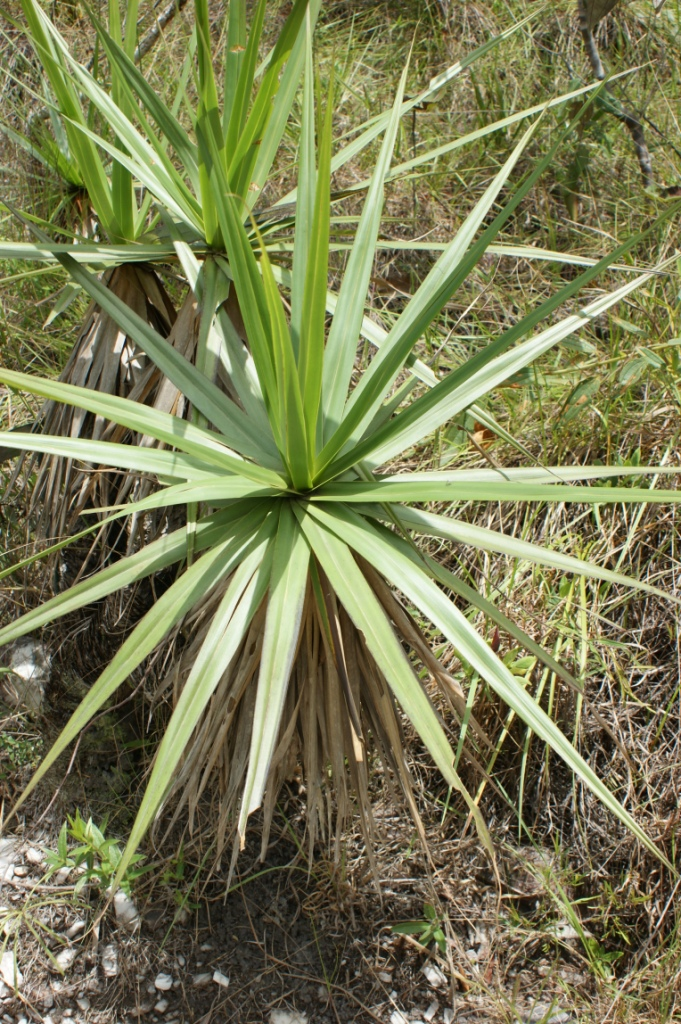
Vellozia variabilis

## Rozšíření
Čeleď velociovité zahrnuje 6 rodů a asi 250 druhů. Největší rody jsou velocie (Vellozia, přes 100 druhů), barbacenie (Barbacenia, přes 100 druhů) a Xerophyta (34 druhů).
Centrum druhové diverzity je v tropické Americe, kde roste celkem asi 220 druhů ve 4 rodech: velocie (Vellozia), barbacenie (Barbacenia), Barbaceniopsis a Nanuza. Většina druhů se vyskytuje v horách střední Brazílie, několik druhů roste na východních svazích And a na Guyanské vysočině. Mimo tropickou Ameriku se vyskytují pouze 2 rody. Rod Xerophyta je rozšířen v subsaharské Africe, na Madagaskaru a přesahuje do jihozápadní části Arabského poloostrova. Rod Acanthochlamys je monotypický, má jediného zástupce (Acanthochlamys bracteata) v Číně v oblasti západního S’-čchuanu a východního Tibetu.
Většina zástupců této čeledi roste na relativně suchých, skalnatých nebo písčitých stanovištích v nadmořských výškách od 700 do 2000 metrů.

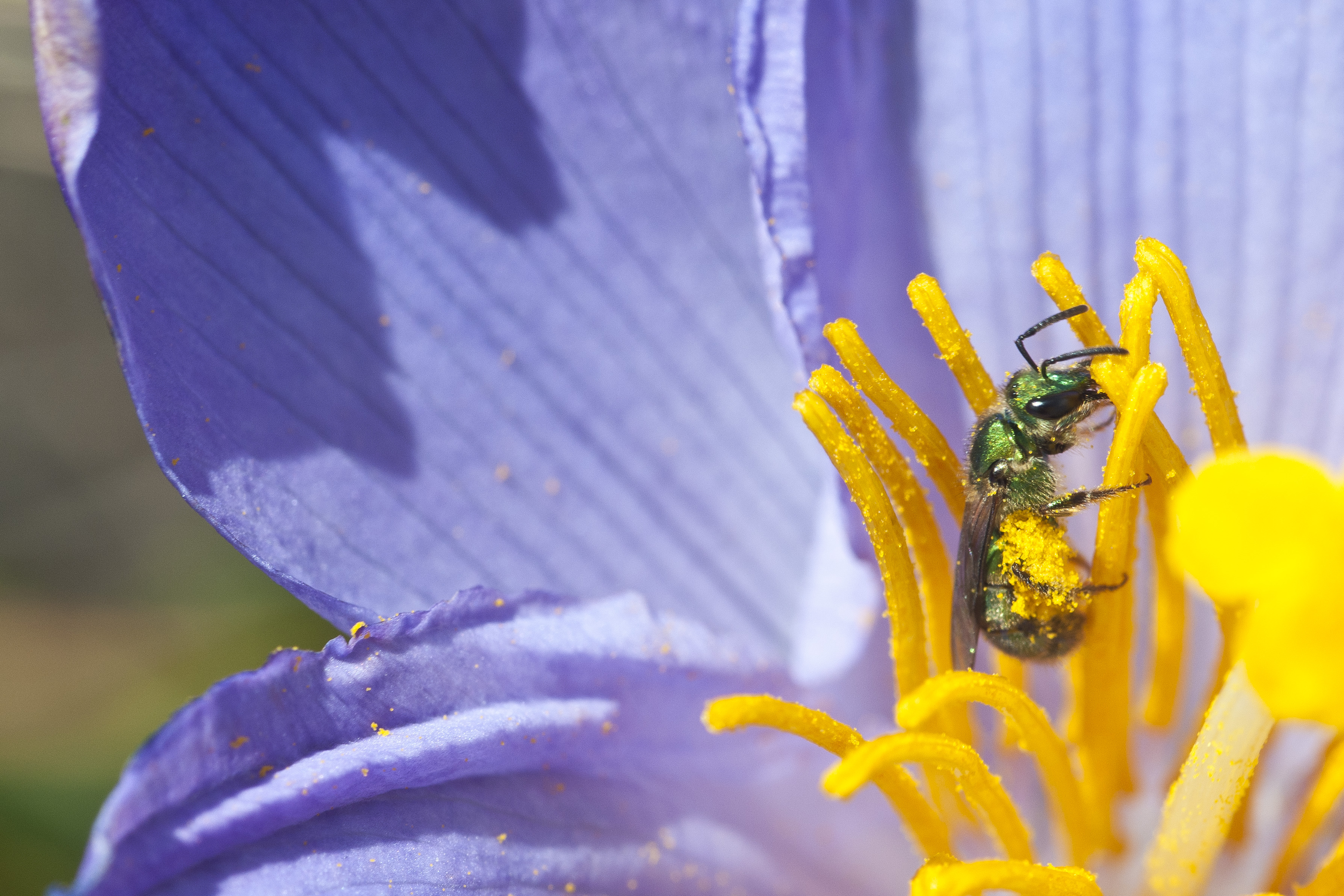
Včela sbírající pyl na květu velocie

## Ekologické interakce
Většina zástupců velociovitých je opylována včelami. Druh Vellozia leptopetala je opylován ptáky, zatímco bílé trubkovité květy některých jiných druhů můrami. Květy Barbacenia vytvářejí mnoho nektaru a jsou rovněž opylovány ptáky, u některých druhů i netopýry. O způsobech šíření drobných semen je známo málo. Některé druhy, např. Vellozia prolifera, se snadno množí vegetativně.
Některé brazilské druhy velociovitých vykvétají v období sucha po periodických požárech.

## Zástupci
- barbacenie (Barbacenia)
- velocie (Vellozia)[6]

## Význam
Velociovité nemají velký ekonomický význam, jsou však využívány lokálně. Smolnaté kmeny mnohých druhů slouží jako pochodně. Kmeny Vellozia sincorana jsou dokonce v brazilském státě Bahia prodávány na trzích. Ze stonků Vellozia furcata a V. glabra se zhotovují štětky sloužící k bílení domů. Suché stonky Vellozia glabra a V. compacta jsou v brazilském státě Minas Gerais sklízeny, vyváženy a používány k dekoračním účelům. Druh Vellozia canelinha je ve státě Bahia používán při léčení ledvinových a jaterních neduhů. Některé africké a brazilské druhy velociovitých byly zkoumány z hlediska léčby rakoviny.
Některé druhy, např. Vellozia bahiana, jsou celkem zřídka pěstovány jako okrasné rostliny.
V českých botanických zahradách se velociovité téměř nepěstují. Jediný druh, Xerophyta elegans (syn. Talbotia elegans), je uváděn z horského skleníku Pražské botanické zahrady v Tróji.

## Přehled rodů
Acanthochlamys,
Barbacenia (včetně Burlemarxia, Pleurostima),
Barbaceniopsis,
Nanuza,
Vellozia,
Xerophyta (vč. Talbotia)